# Coincidenza (ferrovia)
Nella circolazione ferroviaria si definisce coincidenza la corrispondenza tra due treni a comporto non nullo.

## Corrispondenza
Si definisce corrispondenza la possibilità prevista dall'orario che in una stazione un treno in partenza possa offrire il servizio a passeggeri provenienti da o diretti su un altro treno in arrivo nella stessa stazione.

## Comporto
Il comporto è il periodo di tempo massimo che un treno ha l'obbligo di aspettare per l'attesa di un treno corrispondente. L'esistenza di un comporto, periodo che entrambi i treni devono attendere anche in caso di ritardo, garantisce il proseguimento del viaggio verso una destinazione non servita da un collegamento diretto, o in particolari condizioni di traffico, come per esempio nel caso il comporto si riferisca all'ultimo treno disponibile per raggiungere una tale destinazione nell'arco del periodo di servizio. Il comporto massimo viene definito come norma regolamentare dalle imprese ferroviarie. A titolo di esempio, nelle ferrovie italiane gestite da RFI, il comporto da rispettare nelle singole situazioni è definito nella Prefazione delle Unità Periferiche all'Orario di Servizio (PUPOS).